# Cenogenus hartmanae
Cenogenus hartmanae är en ringmaskart som först beskrevs av Levenstein 1977.  Cenogenus hartmanae ingår i släktet Cenogenus och familjen Lumbrineridae. Inga underarter finns listade i Catalogue of Life.